# Río San Carlos (Costa Rica)
El río San Carlos es un río de Costa Rica, perteneciente a la sub-vertiente norte de la Vertiente del Caribe de este país. Recorre el cantón del mismo nombre en la provincia de Alajuela. La cuenca del río San Carlos abarca un área aproximada de 3100 km². El río atraviesa la mayor parte del territorio del cantón con una dirección de sur a norte y su longitud es de 142 km, de los cuales 60 km aproximadamente permiten la navegación. El caudal del río San Carlos nace de la unión de los ríos Jabillos y Peje y su desembocadura tiene lugar en el cauce del río San Juan, cerca de la comunidad de Boca San Carlos. Afluentes del río San Carlos son los ríos Platanar, Peñas Blancas, Arenal, Tres Amigos, y los caños Hidalgo y el Grande al que se le unen los ríos Aguas Zarcas y Sahíno.
Sus paisajes ofrecen vistas únicas en el país, como el atisbamiento del Volcán Arenal en una gran cantidad de lugares ubicados en las inmediaciones del río, el cual es un punto de referencia en San Carlos y del país, ya que ha propiciado un desarrollo turístico y económico sin precedentes en La Fortuna de San Carlos.

## Economía
En el pasado los habitantes de las comunidades circundantes al río, se han visto beneficiados por los recursos naturales que propicia su cuenca hidrográfica para la producción de granos básicos como arroz, maíz y frijol, y más recientemente, el cultivo de caña de azúcar y de piña se han convertido en una práctica tecnificada y de grandes dividendos económicos, mientras que la ganadería local es conocida por su carácter de doble propósito (producción de carne y leche). Hoy en día, la actividad del comercio sostenible y el ecoturismo alrededor del río se han convertido en una fuente más de desarrollo. Sus actividades turísticas se basan en mayor cuantía en los recorridos por montaña y río, como es el caso del recorrido Boca Tapada-Río San Juan, a su vez, las actividades comerciales a base del turismo se sustentan en el ámbito de la hotelería y restaurantes.

## Cuenca

### Características físicas y geográficas
La cuenca del río San Carlos, aunque en su gran mayoría se ubica en el cantón de San Carlos, también abarca los territorios de Guatuso, Sarapiquí, Tilarán, San Ramón, Abangares, Montes de Oro, Sarchí, Zarcero, Monteverde y Puntarenas. El promedio de precipitación anual en la cuenca ronda los 3500 mm y 4500 mm y su temperatura oscila entre los 22 y 28 °C.

### Dimensiones
| Dato                         | Dimensión           |
| ---------------------------- | ------------------- |
| Área                         | 3.129,51 km²        |
| Perímetro                    | 321,37 km           |
| Índice de Compacidad         | 1,61                |
| Factor de Forma              | 1,05                |
| Altitud Máxima               | 2.320,00 m s. n. m. |
| Altitud mínima               | 20,00 m s. n. m.    |
| Altitud media                | 533,93 m s. n. m.   |
| Longitud del cauce           | 142,06 km           |
| Pendiente media del cauce    | 5,02 %              |
| Pendiente media de la cuenca | 17,39 %             |

Fuente: Nazareth Rojas. MINAET. (2011)

## Ecología

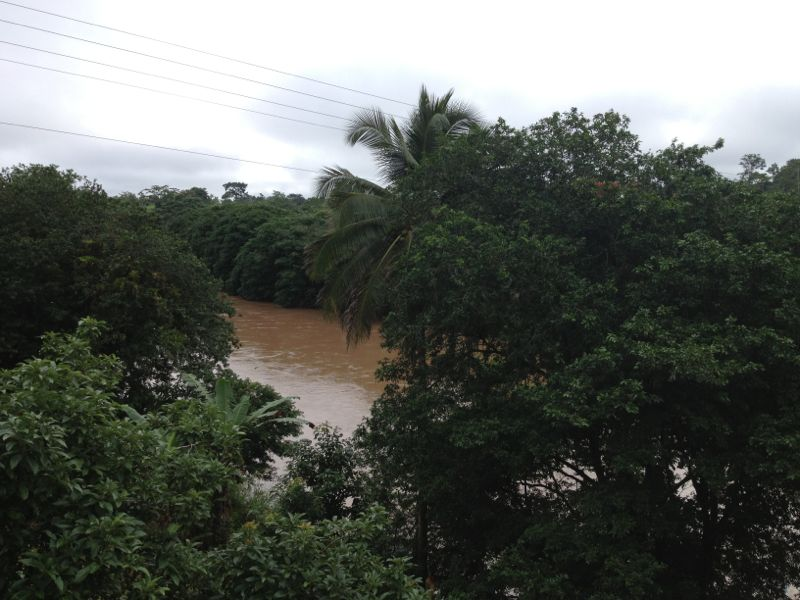
Bosque trópico húmedo en la ribera del río San Carlos.

El Refugio Nacional de Vida Silvestre Corredor Fronterizo Costa Rica – Nicaragua, Parque nacional Volcán Tenorio, Parque nacional Juan Castro Blanco, Reserva Biológica Alberto Manuel Brenes y Reserva Biológica Maquenque, son algunos de los refugios de vida natural que irriga la cuenca del río San Carlos, los cuales son preponderantes para el refugio migratorio y estático de múltiples especies de flora y fauna, de los cuales su población ha decrecido en los últimos años por motivos de deforestación y caza indiscriminada, como es el caso del jaguar y del venado cola blanca, además de la lapa verde y el almendro de montaña, especies biológicas que sostienen una relación simbiótica fundamental, ya que el fruto del almendro es la dieta base de la lapa y a su vez el almendro se beneficia porque la lapa distribuye su semilla a lo largo de su nicho ecológico.